# Gobernador
Gobernador település Spanyolországban, Granada tartományban. Gobernador Torre-Cardela, Guadahortuna, Pedro Martínez, Morelábor és Píñar községekkel határos. Lakosainak száma 237 fő (2024).

## Népesség
A település népessége az elmúlt években az alábbi módon változott:
| Lakosok száma | 341  | 320  | 321  | 285  | 308  | 304  | 262  | 233  | 220  | 237  |
|               | 2001 | 2004 | 2006 | 2009 | 2011 | 2014 | 2016 | 2019 | 2021 | 2024 |